# Танков Іван Михайлович
Іван Михайлович Танков (1739—1799) — російський художник та декоратор; академік Імператорської академії мистецтв .

## Біографія
Іван Танков народився 1739 року в сім'ї чиновника.
У 1756 році вступив на службу в контору будівель та садів Її Величності і тут навчався художньої майстерності у Антоніо Перезінотті. У 1769 році Іван Танков отримав звання підмайстра живопису.
У 1771 році почав відвідувати класи живопису Імператорської академії мистецтв. У вересні 1778 року Танковим були представлені в академію дві картини, що зображують сільські свята, за які він отримав звання «академік». Для отримання звання академіка Радою академії йому була задана тема «уявити село в якому сталась пожежа, де потрібно в нічний час уявити жителів, які рятують себе самих, худобу і будинок від вогню, що поширюється». Виконуючи дане доручення, він написав картину «Пожежа в селі в нічний час» за яку і отримав 17 липня 1785 року звання академіка.
Крім пейзажів із жанровим стафажем він малював також декорації для Імператорського театру Російської імперії.
Серед найбільш відомих картин художника: «Свято в провінційному місті» і «Таємне хрещення», які були придбані в картинну галерею Третьякових у Москві.
Іван Михайлович помер 12 липня 1799 року в Санкт-Петербурзі.

## Галерея

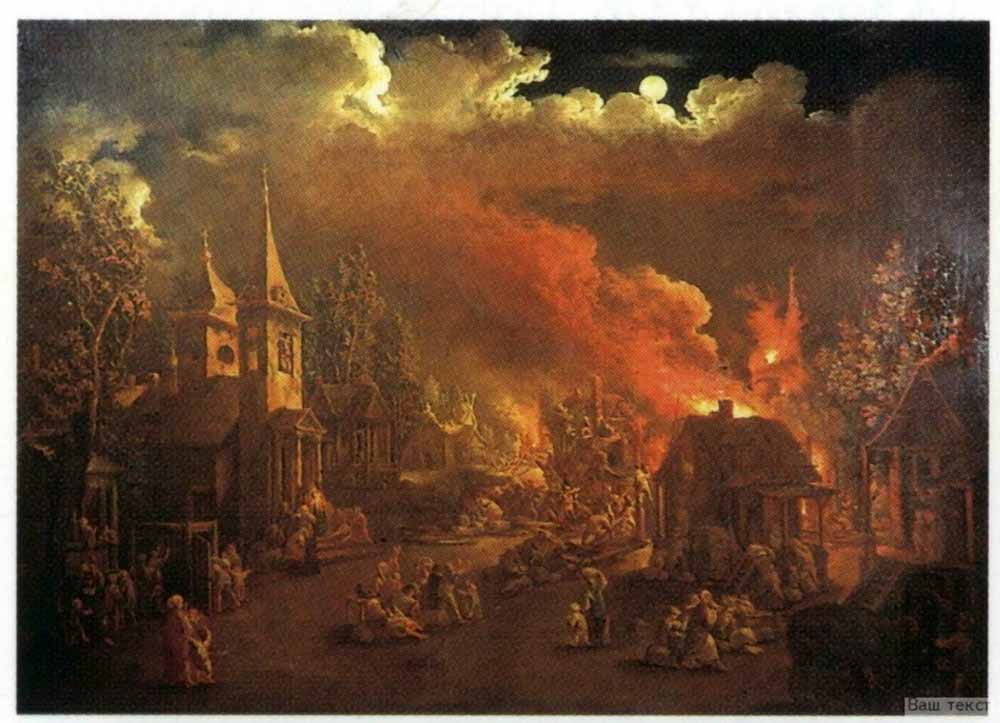
Пожежа в селі в нічний час
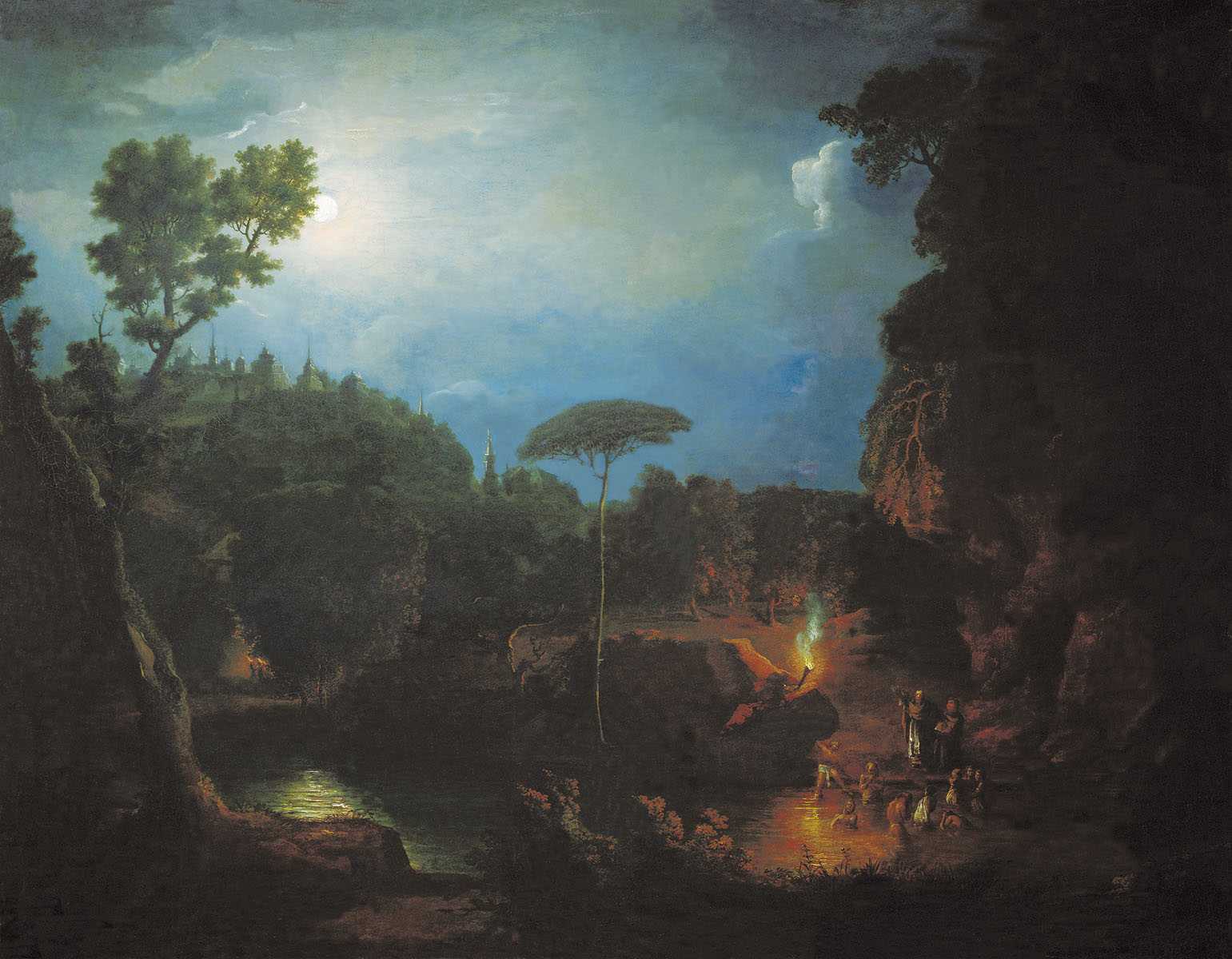
Таємне хрещення
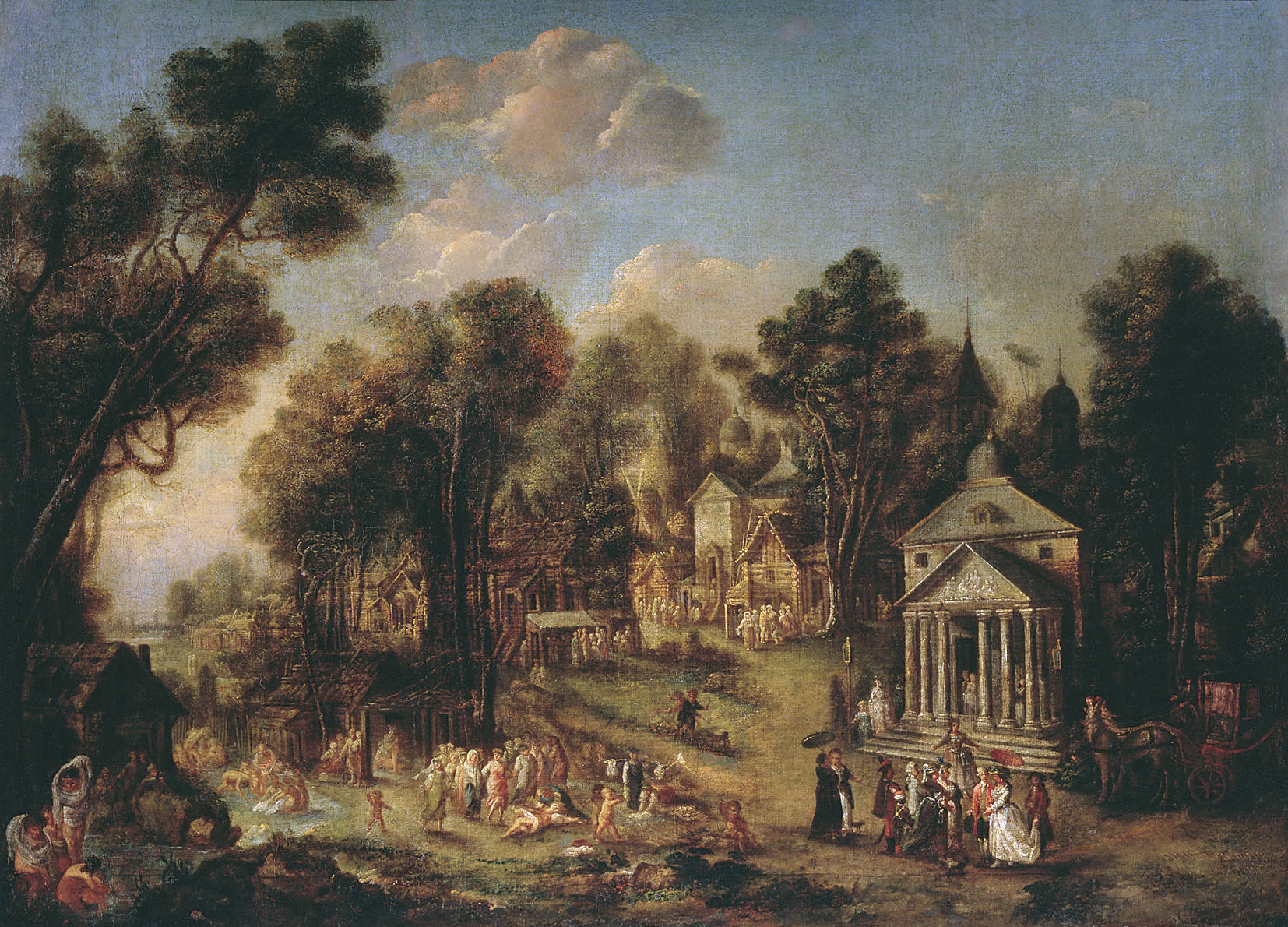
Храмове свято
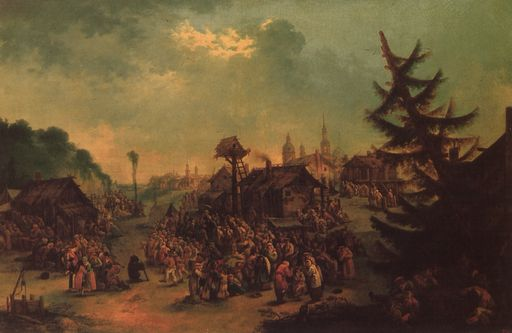
Свято в селі
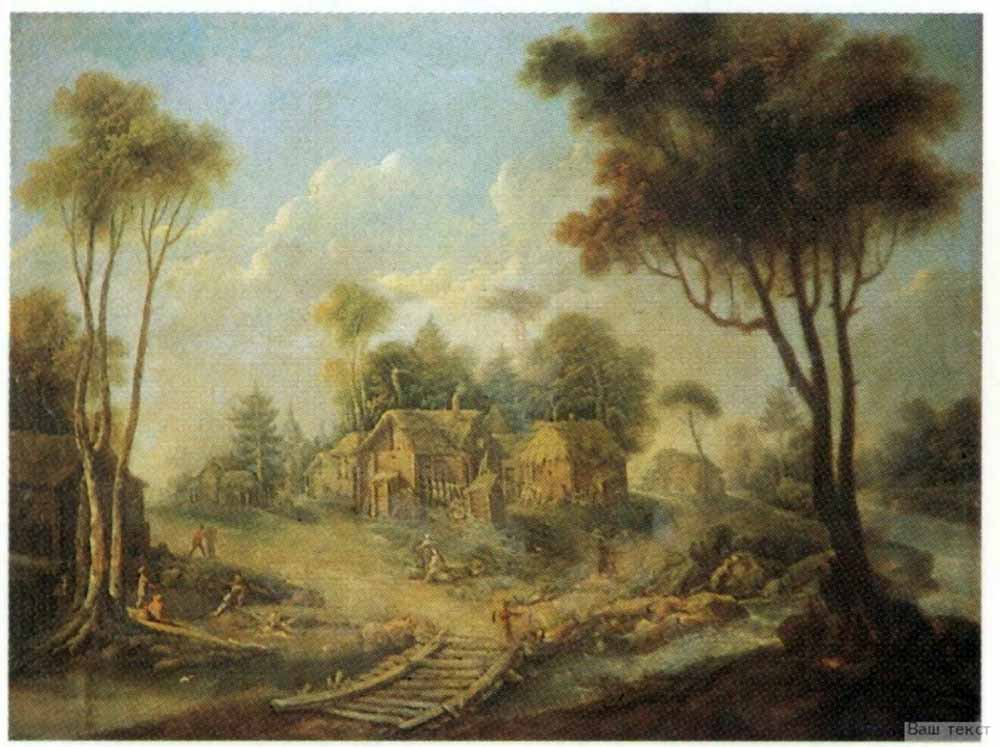
Село